# ТЕС Уранквінті
ТЕС Уранквінті — теплова електростанція на сході Австралії.
У 2009 році на майданчику станції, яка призначена для покриття пікових навантажень, ввели в дію чотири встановлені на роботу у відкритому циклі газові турбіни потужністю по 166 МВт.
Як паливо станція використовує природний газ, що надходить по перемичці від трубопроводу Мельбурн – Мумба-Сідней.
Для видалення продуктів згоряння кожна турбіна отримала димар заввишки 35 метрів.
Видача продукції відбувається по ЛЕП, що працює під напругою 132 кВ.